# NGC 703
NGC 703 je eliptická galaxie v souhvězdí Andromedy. Její zdánlivá jasnost je 13,3m a úhlová velikost 0,9′ × 0,7′. Je vzdálená 255 milionů světelných let, průměr má 65 000 světelných let.  Je členem kupy galaxií Abell 262. Galaxii objevil 21. září 1786  William Herschel. V katalogu NGC je galalxie popsana jako "velmi slabá, velmi malá, okrouhlá, první ze čtyř", tři další jsou NGC 704, NGC 705 a NGC 708."

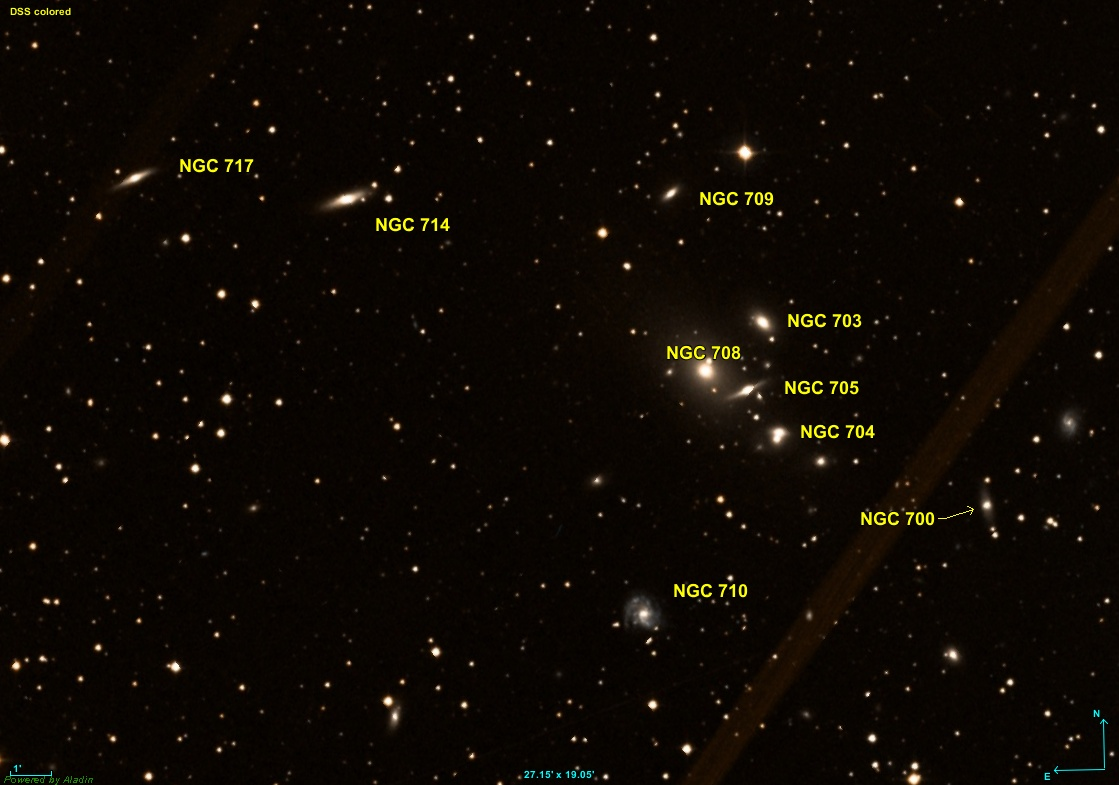
Abell 262